# Elezioni comunali a Reykjavík del 2014
Le elezioni comunali a Reykjavík del 2010 si sono tenute il 29 maggio per eleggere i nuovi sindaco e consiglieri. Un nuovo partito politico, Besti flokkurinn, ha partecipato alle elezioni, ottenendo 6 seggi, sconfiggendo così tutti gli altri partiti. I consiglieri, 15, hanno un mandato che dura 4 anni.

## Risultati
| Liste  | Liste                                                          | Voti   | %    | +/- %         | Seggi | +/- seggi     |
| ------ | -------------------------------------------------------------- | ------ | ---- | ------------- | ----- | ------------- |
|        | Alleanza Socialdemocratica (Samfylkingin jafnaðarmannaflokkur) | 17,426 | 31.9 | +12.8%        | 5     | +2            |
|        | Partito dell'Indipendenza (Sjálfstæðisflokkurinn)              | 14,031 | 25.7 | –7.9          | 4     | –1            |
|        | Futuro Luminoso (Björt Framtíð)                                | 8,539  | 15.6 | Nuovo partito | 2     | Nuovo partito |
|        | Partito Progressista (Framsóknarflokkurinn)                    | 5,865  | 10.7 | +8            | 2     | +2            |
|        | Sinistra - Movimento Verde (Vinstrihreyfingin – grænt framboð) | 4,553  | 8.3  | +1.2          | 1     | ±0            |
|        | Partito Pirata (Píratar)                                       | 3,238  | 5.9  | Nuovo partito | 1     | Nuovo partito |
|        | Alba (Dögun)                                                   | 774    | 1.5  | Nuovo partito | 0     | Nuovo partito |
|        | Fronte Popolare (Alþýðufylkingin)                              | 219    | 0.4  | Nuovo partito | 0     | Nuovo partito |
| Totale | Totale                                                         | 54.665 |      |               | 15    |               |